# Крабова котлета
Крабова котлета (англ. crab cake) — котлета, яку готують з м'яса краба й інших інгредієнтів, як-от панірувальні сухарі, майонез, гірчиця (зазвичай готова гірчиця, але іноді й гірчичний порошок), яйця та приправи. Котлету тушкують, запікають, смажать на грилі або у фритюрі. Крабові котлети користуються популярністю в США, в місцевості, що оточує Чесапікську затоку, зокрема, в штатах Меріленд і Вірджинія. 
Найбільш ранні публікації терміна «крабова котлета»: в «кухонної книзі Нью-Йоркської всесвітньої виставки» Кросбі Гейдж в 1939 році, в якій вони описані як «крабові котлети Балтимора»; а також в книзі Томаса Дж. Мюррея «Кулінарія смажених страв», опублікованій в 1891 році.
У США крабові котлети особливо популярні на узбережжі Середньо-Атлантичних і Південно-Атлантичних штатів, де процвітає крабова промисловість. Їх також можна часто знайти в Новій Англії, на узбережжі Мексиканської затоки, на північному заході Тихого океану та на узбережжі Північної Каліфорнії. Багато ресторанів і рибних ринків рекламують свої крабові котлети як «Мерілендська крабова котлета» або «крабова котлета по-мерілендськи».
Хоча можна використовувати м'ясо будь-якого виду крабів, синій або блакитний краб, природне середовище проживання якого включає Чесапікську затоку, є традиційним вибором і, як правило, вважається кращим на смак. На Тихоокеанському північному заході і в Північній Каліфорнії краб Дандженесс — популярний інгредієнт для крабових котлет, які готують у багатьох ресторанах по всьому регіону. 
Широко поширена практика заміни на дешевшого синього краба-плавця, який імпортується, як правило, з Азії. Закордонний продукт часто видобувається з використанням методів і практик, які вважалися б неприпустимими в США, де індустрія ловлі крабів ретельно регулюється для забезпечення стійкості.

## Види

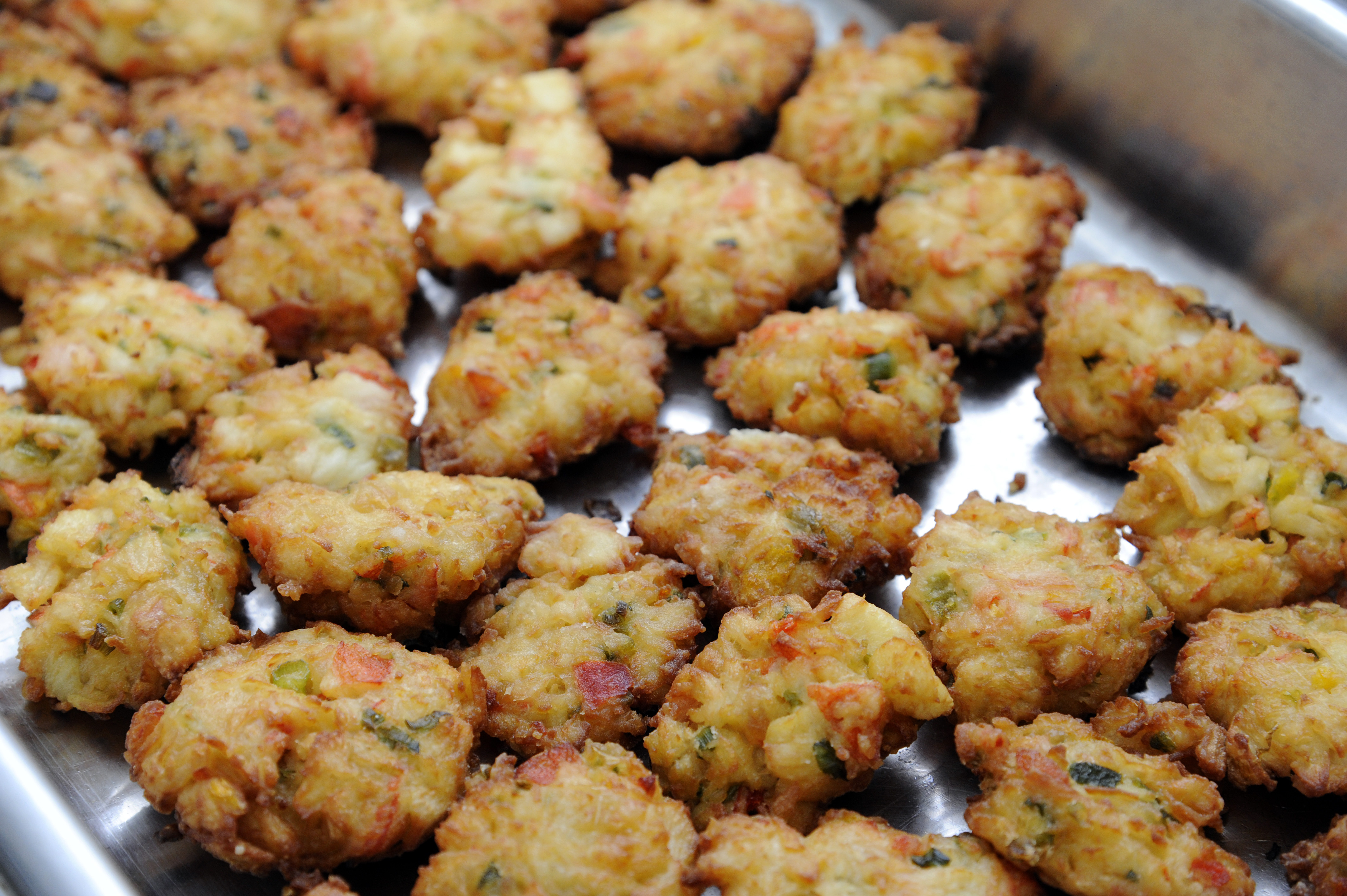
Крабові котлети на авіабазі Місава, Японія

Котлети готуються з фаршу, для якого крабове м'ясо подрібнюється, і потім в нього додаються інші інгредієнти.
Крабові котлети часто готують без наповнювача, з суцільного крабового м'яса, яке подають на блюді або сендвічі.
Як замінник крабового м'яса в деяких країнах для приготування котлет використовуються крабові палички.
На гарнір зазвичай подають картоплю-фрі, салат з капусти, картоплю або макаронний салат. У ресторанах крабові котлети подають з часточкою лимона та солоними крекерами, а іноді і з іншими соусами, як-от ремулад, соус тартар, гірчиця, коктейльний соус, кетчуп або вустерський соус. Крабові котлети розрізняються за розміром: від розміру маленького печива до гамбургера.